# Dallein

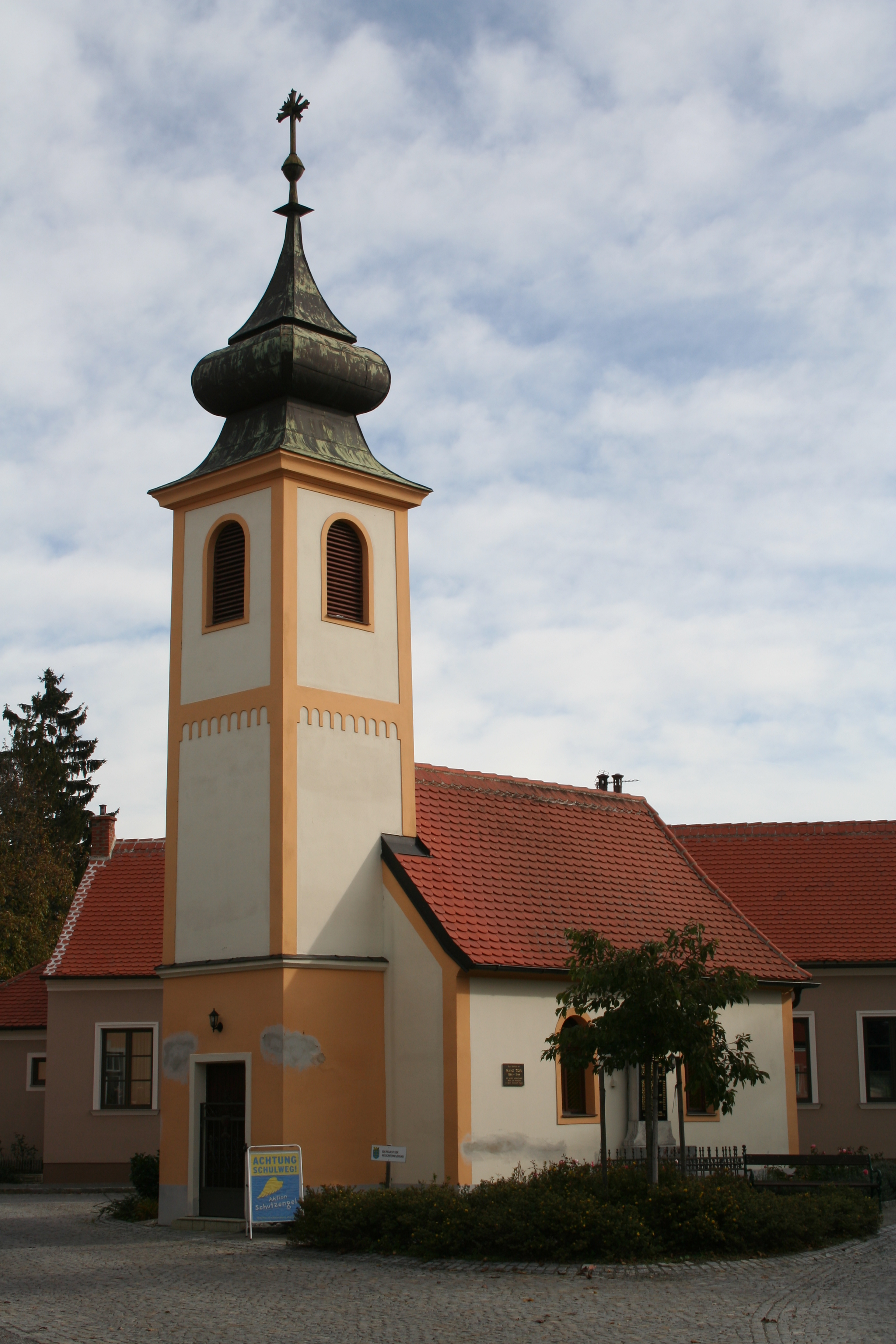
Ortskapelle Dallein

Dallein ist eine Ortschaft in der Stadtgemeinde Geras im Bezirk Horn in Niederösterreich.

## Geografie
Das Angerdorf befindet sich südsüdöstlich von Geras und westlich der Horner Straße, die etwa in zwei Kilometer Entfernung vorüberführt. Die Quelle der Fugnitz liegt nördlich zwischen Purgstall und Dallein, während Dallein selbst vom Goggitschbach entwässert wird.

## Geschichte
Der Ort war Sitz eines Edelmannes. Um 1290 erhielt das Stift Pernegg von Heinrich von Hohenfeld neun hiesige Holden, da seine Tochter Alheid im Stift als Nonne lebte. Im Jahr 1530 erwarb Christoph von Schneckenreith eine Gülte im Ort und 1550 belehnte Michael Ludwig von Puchheim einen gewissen Gebhard Welzer mit Holden in Dallein und Purgstall; Unter Andreas Kielmann († 1589) gelangten später 34 Holden aus Dallein zur Herrschaft Oberhöflein. Um 1600 galt der Sitz des Edelmannes als verödet.

## Wirtschaft
Neben zahlreichen Landwirten befinden sich in Dallein zwei größere Betriebe: Die Firma APV Technische Produkte GmbH befasst sich mt der Herstellung von Landmaschinen und die Firma Baumhauer Hallenbau GmbH, die Hallen baut.

## Persönlichkeiten
- Franz Toifl (1896–1944), wegen Widerstandes gegen das NS-Regime in Berlin/Brandenburg an der Havel hingerichtet
- Ernst Pleßl (1928–2007), Lehrer und Historiker